# Julija Balykina

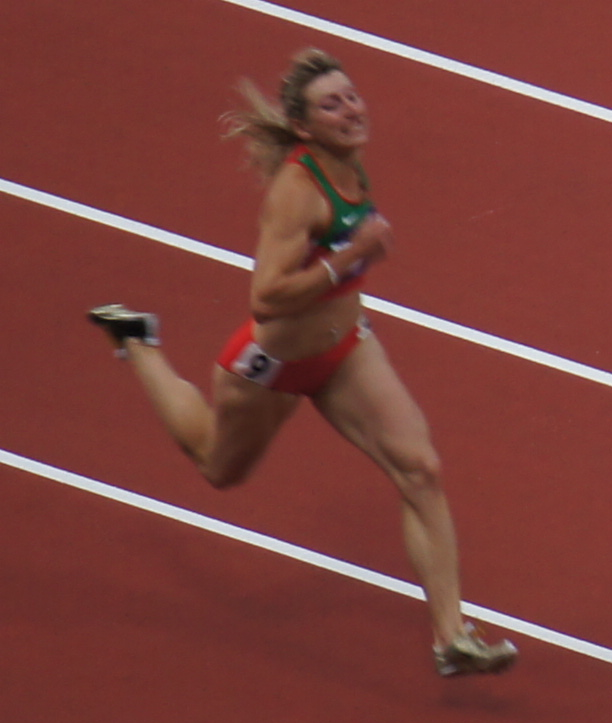
Julija Balykina (2012)

Julija Uladsimirauna Balykina (belarussisch Юлія Уладзіміраўна Балыкіна, engl. Transkription Yuliya Balykina; * 12. April 1984 in Bulgan, Mongolei; † wahrscheinlich am 28. Oktober 2015 in oder in der Nähe von Minsk, Belarus) war eine belarussische Sprinterin.

## Werdegang
2009 schied sie bei den Halleneuropameisterschaften in Turin über 60 Meter im Vorlauf aus.
Bei den Europameisterschaften 2010 in Barcelona kam sie über 100 Meter nicht über die erste Runde hinaus und wurde in der 4-mal-100-Meter-Staffel Fünfte, und bei den Weltmeisterschaften 2011 in Daegu scheiterte sie mit der belarussischen 4-mal-100-Meter-Stafette im Vorlauf.
2012 erreichte sie bei den Hallenweltmeisterschaften in Istanbul über 60 Meter das Halbfinale. Bei den Europameisterschaften in Helsinki gelangte sie über 100 Meter ins Halbfinale und wurde mit der belarussischen Stafette Siebte. Bei den Olympischen Spielen in London schied sie sowohl über 100 Meter wie auch in der 4-mal-100-Meter-Staffel im Vorlauf aus.
Am 11. Juni 2013 wurde sie positiv auf Drostanolon getestet und wegen dieses Verstoßes gegen die Dopingbestimmungen für zwei Jahre gesperrt.
Balykina galt ab dem 28. Oktober 2015 als vermisst. Am 16. November 2015 wurde ihre Leiche in einem Waldgebiet in der Nähe des Dorfes Staryna (Rajon Smaljawitschy) im Minskaja Woblasz gefunden. Ein 28 Jahre alter Russe, offenbar Balykinas Freund, wurde wegen Mordes angeklagt. Der Beschuldigte gab im Verhör zu, Balykina getötet zu haben, weil sie ihn verlassen wollte.

## Persönliche Bestzeiten
- 60 m (Halle): 7,24 s, 18. Januar 2012, Minsk
- 100 m: 11,25 s, 26. Juni 2010, Hrodna